# Heinz-Werner Dämmer
Heinz-Werner Dämmer (* 28. Juni 1947 in Witten) ist ein deutscher Prähistorischer Archäologe und Hochschullehrer. 

## Leben
Nach dem Abitur 1968 am Städtischen Gymnasium Witten studierte er von 1970 bis 1972 Vor- und Frühgeschichte, Germanistik und Pädagogik in Münster und von 1972 bis 1976 Klassische Archäologie und diluviale Urgeschichte an der Universität Tübingen. Nach der Promotion 1976 in Vor- und Frühgeschichte an der Universität Tübingen bei Wolfgang Kimmig mit der Dissertation Die bemalte Keramik der Heuneburg. Die Funde aus den Grabungen von 1950 - 1973 erhielt er von 1977 bis 1979 das Reisestipendium des Deutschen Archäologischen Instituts. Von 1980 bis 1986 war er Assistent am Institut für Vor- und Frühgeschichte, Provinzialrömische und Vorderasiatische Archäologie der Universität München bei Georg Kossack. 
Nach der Habilitation 1986 an der Philosophischen Fakultät für Altertumskunde und Kulturwissenschaften der Universität München war er seit 1988 C3-Professor für metallzeitliche Ur- und Frühgeschichte an der Universität zu Köln.
Seine Forschungsschwerpunkte sind ältere Eisenzeit Mitteleuropas, Religionsarchäologie, randmediterrane Heiligtümer und das Reitia-Heiligtum von  Este-Baratella (Provinz Padua).

## Schriften (Auswahl)
- Die bemalte Keramik der Heuneburg. Die Funde aus den Grabungen von 1950–1973. Mainz 1978, ISBN 3-8053-0329-7 (zugleich phil. Diss. Universität Tübingen 1976).
- mit Rainer Michael Boehmer: Tell Imlihiye, Tell Zubeidi, Tell Abbas. Mainz 1985, ISBN 3-8053-0787-X.
- San Pietro Montagnon (Montegrotto). Ein vorgeschichtliches Seeheiligtum in Venetien. Mainz 1986, ISBN 3-8053-0871-X.